# Camp WWE
Camp WWE es una serie animada con formato TV-MA. Es una serie animada para adultos con Seth Green. Trata de unos campistas que viven locuras en el verano, el dueño del campamento Vince McMahon con sus consejeros tratan de divertir a sus campistas al máximo. La serie estrena el 1 de mayo de 2016 por la cadena WWE Network.
El 7 de abril de 2018 la serie fue renovada para una segunda temporada, siendo el primer episodio emitido en WWE Network después de WWE Backlash.
El 2023 la serie fue renovada para una tercera temporada, 28 episodio emitido en Peacock

## Reparto

### Adultos
- Vince McMahon

CEO de Camp WWE. Egocéntrico de forma exagerada, casi todo en su casa tiene su cara (inclusive tiene figuras de él como diferentes celebridades, como The Beatles (The Vinces), Abraham Lincoln (Vince Lincoln), Napoleón Bonaparte (Vince Bonaparte), etc). No disfruta mucho de los niños a su cargo, pues los considera inmaduros y "loosers". Es enemigo de Steve Austin.
- Stephanie McMahon

Hija de Vince McMahon y consejera de Camp WWE. Tiene entre 15 y 16 años de edad (no ha sido revelado en la serie). Al igual que su padre, algo egocéntrica.
- Triple H

Consejero de 15/16 años de edad, enamorado de Stephanie McMahon (y algo de Vince). Siempre subordinado de ambos McMahon.
- Sgt. Slaughter

Consejero y exmilitar. Es parte de un plan de emergencia de Vince, llamado "Operación Slaughter". Duro y estricto con los campistas, debido a esto y a su pasado militar nadie quiere estar en su equipo durante el Fin de Semana de Sobrevivencia.
- Ric Flair (st.1-2)

Consejero y encargado de la lavandería del campamento. Excéntrico a más no poder. Disfruta de tener sexo con cualquier cosa (desde un oso hembra hasta una llanta). Según Vince, es el sujeto más divertido del campamento.
- Jake "The Snake" Roberts

Es un ermitaño viviendo en una isla dentro del campamento junto a su serpiente mascota "Damian". Por alguna extraña razón ha estado intentando capturar a campistas/consejeros durante el Fin de Semana de Sobrevivencia. Tiene su propio campamento donde, según él, está desarrollando una cura para el resfriado. También posee un Shelby Cobra edición limitada de 1963 color rojo cereza. 
- Lex Luger

Chofer del autobús de Camp WWE.

### Los Niños
- John Cena
- Randy Orton
- The Undertaker
- Steve Austin
- The Rock
- Big Show (st.1-2)
- Mark Henry
- R-Truth
- Seth Rollins
- Dean Ambrose (st.1-2)
- Roman Reigns
- Bray Wyatt (st.1-2)
- Rusev (st.1-2)
- Kevin Owens

### Las Niñas
- Nikki Bella (st.1-2)
- Brie Bella (st.1-2)
- Paige (st.1-2)
- Charlotte
- Becky Lynch
- Sasha Banks
- Asuka (St.3)
- Bianca Belair (St.3)
- Sarray (St.3)

## Episodios

### Temporadas
| Temporada | Temporada | Episodios | Estados Unidos    | Estados Unidos     |
| Temporada | Temporada | Episodios | Inicio            | Final              |
| --------- | --------- | --------- | ----------------- | ------------------ |
|           | 1         | 5         | 1 de mayo de 2016 | 26 de mayo de 2016 |
|           | 2         | 5         | 6 de mayo de 2018 | 3 de junio de 2018 |
|           | 3         | TBA       | TBA               | TBA                |

### Temporada 1
| N.º | Título                            | Fecha de emisión original | Audiencia (millones) |
| --- | --------------------------------- | ------------------------- | -------------------- |
| 1 | «There’s No Place Like Camp»      | 1 de mayo de 2016         | 6.1                  |
| Cuando el Sr. McMahon se entera de que John Cena extraña a sus padres, se pone a buscar la ayuda de consejeros para evitar una epidemia de melancolía en el campamento. |                                   |                           |                      |
| 2 | «Not Without My Eyebrow»          | 9 de mayo de 2016         | 7.8                  |
| El pánico surge cuando alguien rasura la ceja de The Rock y Ric Flair tiene la tarea de ayudarlo a recuperar su personalidad.                                           |                                   |                           |                      |
| 3 | «Survival Weekend»                | 16 de mayo de 2016        | 7.4                  |
| Sgt. Slaughter se lleva a los niños al Survival Weekend mientras la semana favorita del año del Sr. McMahon se convierte en una pesadilla.                              |                                   |                           |                      |
| 4 | «Vince Is Just Not That Into You» | 22 de mayo de 2016        | 7.9                  |
| Triple H quiere la aprobación del Sr. McMahon, mientras John Cena y Mark Henry se unen para darle la bienvenida a un chico nuevo al campamento.                         |                                   |                           |                      |
| 5 | «A Family McMahon»                | 26 de mayo de 2016        | 8.1                  |
| "Stone Cold" Steve Austin le hace una broma pesada al Sr. McMahon mientras Nikki Bella quiere ayudar a Bray Wyatt.                                                      |                                   |                           |                      |

### Temporada 2
| N.º | Título                | Fecha de emisión original | Código de prod. |
| --- | --------------------- | ------------------------- | --------------- |
| 1   | «A Tale of Two Cenas» | 6 de mayo de 2018         | —               |